# Ermita de Nuestra Señora del Cubillo
El santuario de la Virgen del Cubillo está enclavado en el municipio de Santa María del Cubillo, ente, a su vez, del pueblo de Aldeavieja, en la provincia de Ávila. 

## La aparición
La primera versión que se conoce es del licenciado Francisco Garcia, arcediano de la catedral de Segovia y natural de Aldeavieja, que en 1613 escribió la primera historia de Aldeavieja de la que se tiene noticia; sitúa la aparición de la Virgen en una fecha cercana a 1300, y es como sigue:

En el sitio donde está aquella santa ermita, había una gran alameda, y en ella tenían los pastores sus chozas y cabañas, cuando por causa de las nieves, y grandes fríos se bajaba del campo Azalvaro, donde muy de ordinario apacentaban sus ganados, y en una rama de un álamo que estaba donde ahora está el púlpito de aquella iglesia, acostumbraba un pastor a colgar un cubillo, que es lo que ahora llamamos herrada o cubilete, que son de madera, con asa y cerco de hierro, y servía de ordeñar en él las cabras y ovejas, y vacas, y es harto de llorar que este cubillo no se haya guardado y conservado como grande y prodigiosa reliquia, por la gran negligencia de la gente de aquel tiempo. Pues como este pastor fuese a descolgar el cubillo, hallaba no una sino muchas veces a Nuestra Señora, como metida en él, y que no se le parecía sino desde la cintura arriba, y hablaba con él y le decía, que dijese a los del pueblo, hiciesen allí un santo templo a honor de la Virgen Santa María, porque en ello se serviría a Dios. De esto se dio cuenta al Abad y Cabildo de Párraces, y certificados de este aparecimiento y visiones, y solicitados con gran vehemencia de los vecinos del lugar, autorizando este milagro, y con su favor y ayuda se edificó aquel santuario, con invocación de Nuestra Señora del Cubillo, por haberse aparecido en el la Madre de Dios.
Historia del origen, antigüedad y fundación del lugar de Aldeavieja, de los milagros de Ntra. Sra. del Cubillo y Señor San Cristóbal sus Patrones, Licenciado Francisco García. 1613

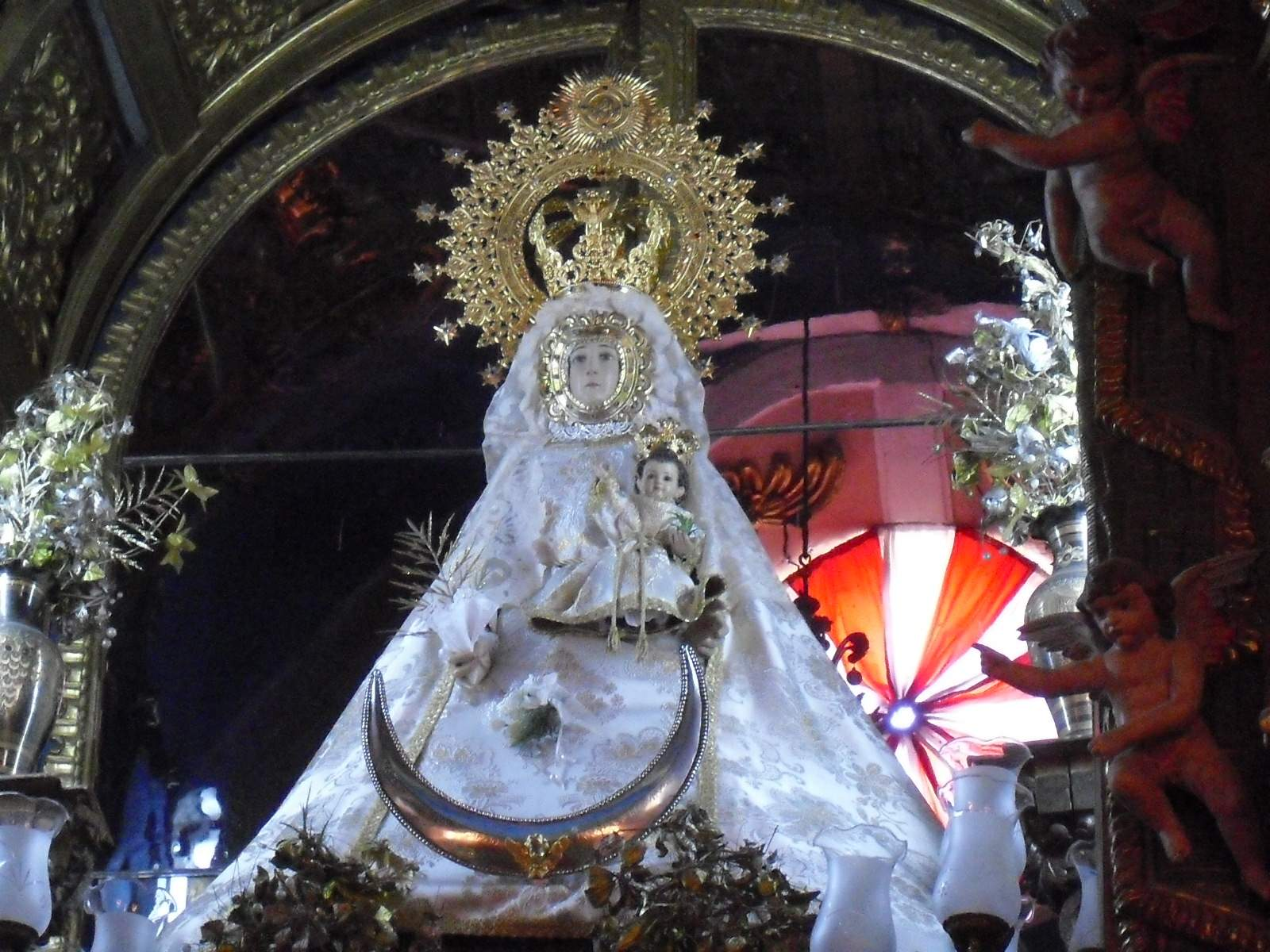
Imagen de la Virgen

La segunda es un protocolo notarial redactado por Pedro José Cano Gutiérrez, regidor eclesiástico de Ávila en 1726, que se encontraba en un cuadro votivo a la entrada del santuario:

Apareciose Nuestra Señora dcl Cubillo año del Señor de 1454 siendo Rey de Castilla Don Juan el segundo...Un pastor del lugar de Aldeavieja muy devoto de Nuestra Señora hallándose en este parage apazentando sus cabras tenía este pastor todas las mañanas luego que se levantaba la devozion de rezar el rosario a María Santísima; y una mañana a primeros de mayo reparó que con desusada nobedad estaban los campos mas alegres que otras veces y puesto de rodillas hizo oración a Nuestra Señora y mirando a un árbol a donde ponía un cubo en donde ordeñaba sus cabras vio una imagen de Nuestra Señora en el mesmo cubo sentada en una silla zercada de resplandores el pastor cayo en tierra la Reina del Cielo alentándole le dijo que fuese a dar aviso a dicho lugar de Aldeavieja para que la colocaran en este punto. Fue el pastor al lugar dio aviso y no le creían. Pero haziendo instancia salió el capellan y otras personas llegando aquí la hallaron en el árbol sentada en silla y debajo el rebaño haciendo razon de estado a Nuestra Señora.

Partió el capellán a Párreces dio notificación al Prior y Canonigos los cuales vinieron y queriendo colocarla en Párreces la depositaron en San Cristóbal y viniendo por la mañana a visitarla no la hallaron y vieron que venia el pastor a dezir que la había visto en el mismo árbol. A la novedad concurrió mucha gente de Avila de los lugares vecinos y en procesión la llevaron a Aldeavieja llevándola de mañana a la Ermita.
Protocolo notarial de Pedro José Cano Gutiérrez (1726)

## El edificio

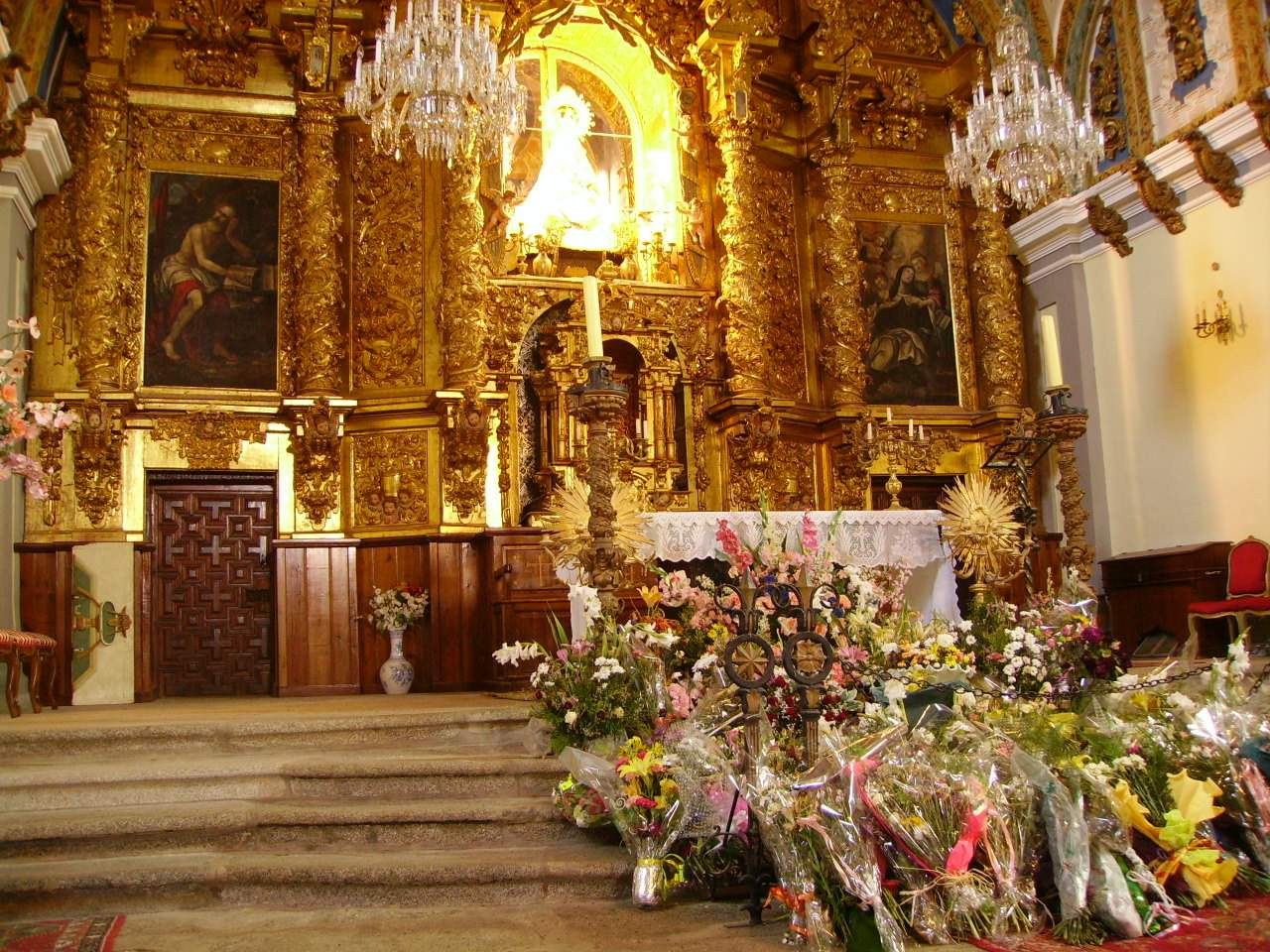
Retablo mayor del santuario

A raíz de la aparición se edificó una ermita, se supone que de pobres materiales, debemos pensar en madera, adobes y chamizos, mientras se recolectaba dinero para elevar un edificio más firme y conveniente. Hacía el año 1460 debía de estar terminada la primera ermita; según los cuadros votivos que se conservan, debía de ser un edificio pequeño, de una sola planta, pórtico exterior y coronado de una espadaña; seguramente más pequeña que la ermita de San Cristóbal, en el pueblo de Aldeavieja.
La afluencia de peregrinos y los años de abundancia y riqueza que siguieron en la comarca, propiciaron la construcción del actual templo, en una fecha dentro del comienzo del siglo XVII. Se trata de un edificio barroco, de planta de cruz latina, con el exterior claramente herreriano, de tres naves cubiertas con bóvedas de cañón con lunetos y, en el crucero, sobre pechinas pintadas, una gran bóveda circular sin linterna; el altar mayor, que cobija a la imagen de la Virgen, es churrigueresco, con grandes columnas salomónicas, adornadas con racimos y hojas de vid, todo él bañado en pan de oro.
La entrada se realiza a través de un atrio cubierto, que queda debajo del coro y una sola torre a la derecha de la entrada. A la izquierda se encuentra la hospedería y casa del santero, de la misma época que la iglesia. Lógicamente, a lo largo de los siglos, se le han realizado numerosas obras de restauración, más o menos acertadas, así como cambios menores en ubicación de altares, suelos, alumbrado, etc. De la misma manera, su aislamiento, ha ocasionado que sufriera grandes expolios y robos; al retablo central se le han sustraído numerosas piezas de adorno, columnillas, angelotes, cornucopias… y de la gran colección de cuadros exvotos que tenía, apenas queda una docena y en bastante mal estado.
Su declaración como monumento histórico-artístico, realizada el 15 de enero de 1982, fue seguida de una restauración integral del edificio.

## Visita
El santuario está abierto sólo los fines de semana y los día festivos, durante todo el año; por supuesto, tanto el día de la festividad de la Virgen (8 de septiembre), como el día anterior, está abierto. Dentro de la hospedería, el santero os puede servir bebidas y algo para picar; así como venderos alguno de los recuerdos que se exponen en una vitrina. La entrada al santuario es gratuita.

## Declaración como Monumento Nacional
Real Decreto 591/1982, de 15 de enero, por el que se declara monumento histórico-artístico de carácter nacional la ermita de Nuestra Señora del Cubillo, en Aldeavieja (Ávila).

La ermita de Nuestra Señora del Cubillo es un interesante edificio realizado en piedra de sillería con planta de cruz de una sola nave, cuya realización es del siglo XVI, reuniendo las características del estilo de la época y destacando la fina labra de las cornisas.

La belleza del edificio de realza por el marco en que se aloja, con un campo abierto recortado por montañas, que dan al paraje un singular valor cada vez más escaso.

La Real Academia de Bellas Artes de San Fernando, en el informe emitido ha señalado que la ermita de Nuestra Señora del Cubillo, en Aldeavieja (Ávila), reúne los méritos suficientes para ser declarado monumento histórico-artístico de carácter nacional.

En virtud de lo expuesto y de acuerdo con lo establecido en los artículos tercero, catorce y quince de la Ley de trece de mayo de mil novecientos treinta y tres, y diecisiete, dieciocho y diecinueve del reglamento para su aplicación de dieciséis de abril de mil novecientos treinta y seis, a propuesta de la Ministra de Cultura, previa deliberación del Consejo de Ministros en su reunión del día quince de enero de mil novecientos ochenta y dos,
- DISPONGO:
- Artículo primero.- Se declara monumento histórico-artístico de carácter nacional la ermita de Nuestra Señora del Cubillo, en Aldeavieja (Ávila).
- Artículo segundo.- La tutela de este monumento, que queda bajo la protección del Estado, será ejercida a través de la Dirección General de Bellas Artes, Archivos y Bibliotecas, por el Ministerio de Cultura, el cual queda facultado para dictar cuantas disposiciones sean necesarias para el mejor desarrollo del presente Real Decreto.

Dado en Madrid a quince de enero de mil novecientos ochenta y dos.

JUAN CARLOS R.  / La Ministra de Cultura. Soledad Becerril Bustamante.
Real Decreto 591/1982, 24 de marzo de 1982 (BOE)